# Ave Suija
Ave Suija (* 16. April 1969) ist eine estnische Lichenologin und Hochschullehrerin. Ihr offizielles botanisches Autorenkürzel lautet „Suija“. Ihr zu Ehren wurde der lichenicole Pilz Capronia suijae benannt.

## Werdegang
Suija studierte von 1990 bis 1997 Botanik, Ökologie und Mykologie an der Universität Tartu. Von 1998 bis 2005 promovierte sie zu estnischen Flechten und lichenicolen Pilzen. Seit 1995 arbeitet sie zudem als wissenschaftliche Mitarbeiterin an der Uni Tartu, darunter auch von 2005 bis 2013 im Museum der Uni Tartu. Seit 2021 ist sie Associate Professor für Lichenologie.
Ihr Forschungsschwerpunkt liegt auf dem Gebiet der Flechtenkunde. Zu den von ihr beschriebenen Arten zählen z. B. Buelliella lecanorae Suija & Alstrup, Abrothallus ertzii Suija & Pérez-Ort. oder Didymocyrtis trassii Suija, Darmostuk & Khodos.

## Veröffentlichungen (Auswahl)
- Ave Suija, Vagn Alstrup: Buelliella lecanorae, a new lichenicolous fungus. In: The Lichenologist. Band 36, Nr. 3-4, Mai 2004, S. 203–206, doi:10.1017/s0024282904014239.
- Ave Suija, Asunción de los Ríos, Sergio Pérez-Ortega: A molecular reappraisal of Abrothallus species growing on lichens of the order Peltigerales. In: Phytotaxa. Band 195, Nr. 3, 29. Januar 2015, S. 201–226, doi:10.11646/phytotaxa.195.3.1.
- Alexander Khodosovtsev, V. V. Darmostuk, Ave Suija, Alexander Ordynets: Didymocyrtis trassii sp. nov. and other lichenicolous fungi on Cetraria aculeata. In: The Lichenologist. Band 50, Nr. 5, September 2018, S. 529–540, doi:10.1017/s0024282918000294.
- Gintaras Kantvilas, Ave Suija, Jurga Motiejūnaitė: Caloplaca tephromelae (Teloschistaceae), a new lichenicolous species from Tasmania. In: The Lichenologist. Band 53, Nr. 4, Juli 2021, S. 317–325, doi:10.1017/s0024282921000207.